# Cerococcus roseus
Cerococcus roseus är en insektsart som beskrevs av Green 1909. Cerococcus roseus ingår i släktet Cerococcus och familjen Cerococcidae.
Artens utbredningsområde är Sri Lanka. Inga underarter finns listade i Catalogue of Life.